# 상속 (영화)
《상속》(영어: Inheritance)은 2006년 개봉한 미국 다큐멘터리 영화로, 루트 이레네 칼더와 프와소프 수용소의 지휘관 아몬 괴트의 딸 모니카 크리스티아네 크나우스로도 알려져 있다. 모니카 헤르트비히는 1946년 아버지가 전쟁 범죄, 반인도적 범죄, 대량학살로 교수형을 당했을 때 생후 10개월이었다. 그녀는 어린 시절 어머니가 그가 좋은 사람이며 전쟁 영웅이라고 말했기 때문에, 어린 시절에서야 그에 대한 진실을 알게 되었다. 이 영화는 그녀가 프와소프에 수감되어 개인적으로 괴트를 알게 된 홀로코스트 생존자 헬렌 요나스로젠츠바이크를 만나는 것을 중심으로 한다.
이 영화는 PBS를 위해 영화감독이자 다큐멘터리 제작자이며 홀로코스트 생존자들의 증언에 초점을 맞춘 USC 쇼아 재단의 설립 상임이사인 제임스 몰에 의해 제작되었다. 2009년에 상속은 미국 텔레비전 예술 과학 아카데미에 의해 지명되었고 뛰어난 인터뷰 부문에서 에미상을 받았다.

## 같이 보기
- 예니퍼 티에게